# ميكي رايت
ميكي رايت (بالإنجليزية: Mickey Wright)‏ هي لاعبة غولف أمريكية، ولدت في 14 فبراير 1935 في سان دييغو في الولايات المتحدة.

## وصلات خارجية
- ميكي رايت على موقع رابطة لاعبات الغولف المحترفات (الإنجليزية)
- ميكي رايت على موقع الموسوعة البريطانية (الإنجليزية)
- ميكي رايت على موقع إن إن دي بي (الإنجليزية)